# Индиаваи
Индиаваи (порт. Indiavaí) — муниципалитет в Бразилии, входит в штат Мату-Гросу. Составная часть мезорегиона Юго-запад штата Мату-Гроссу. Входит в экономико-статистический микрорегион Жауру. Население составляет 2080 человек на 2006 год. Занимает площадь 600,326 км². Плотность населения — 3,5 чел./км².

## Статистика
- Валовой внутренний продукт на 2003 год составляет 11 710 962,00 реалов (данные: Бразильский институт географии и статистики).
- Валовой внутренний продукт на душу населения на 2003 год составляет 5660,20 реалов (данные: Бразильский институт географии и статистики).
- Индекс развития человеческого потенциала на 2000 год составляет 0,714 (данные: Программа развития ООН).